# Fatima Kuinova

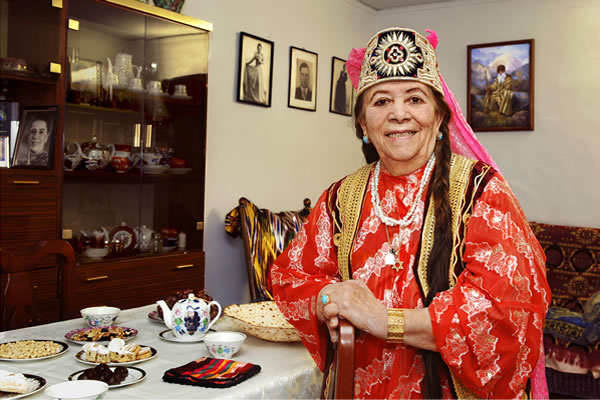
Fatima Kuinova

Fatima Kuinova (tadzjikiska: Фатима Куэнова, persiska: فاطمه کوینوا), född Fatima Cohen den 28 december 1926 i Samarkand, Uzbekistan, död 28 december 2021, var en bukharisk sångerska. Hon var av judisk börd och bar ursprungligen familjenamnet Cohen. Hon växte upp i en rysktalande familj och när hon var endast 13 år flydde hon till Stalinabad, Tadzjikistan med sju bröder och tre systrar efter att deras far mördats av den sovjetiska regeringen. På grund av förföljelserna mot judar lyckades hon byta namn från Cohen till Kuinova. Under andra världskriget underhöll hon soldaterna med sång och fick 1948 utmärkelsen "Honored Artist of the Soviet Union".